# Vectidromeus

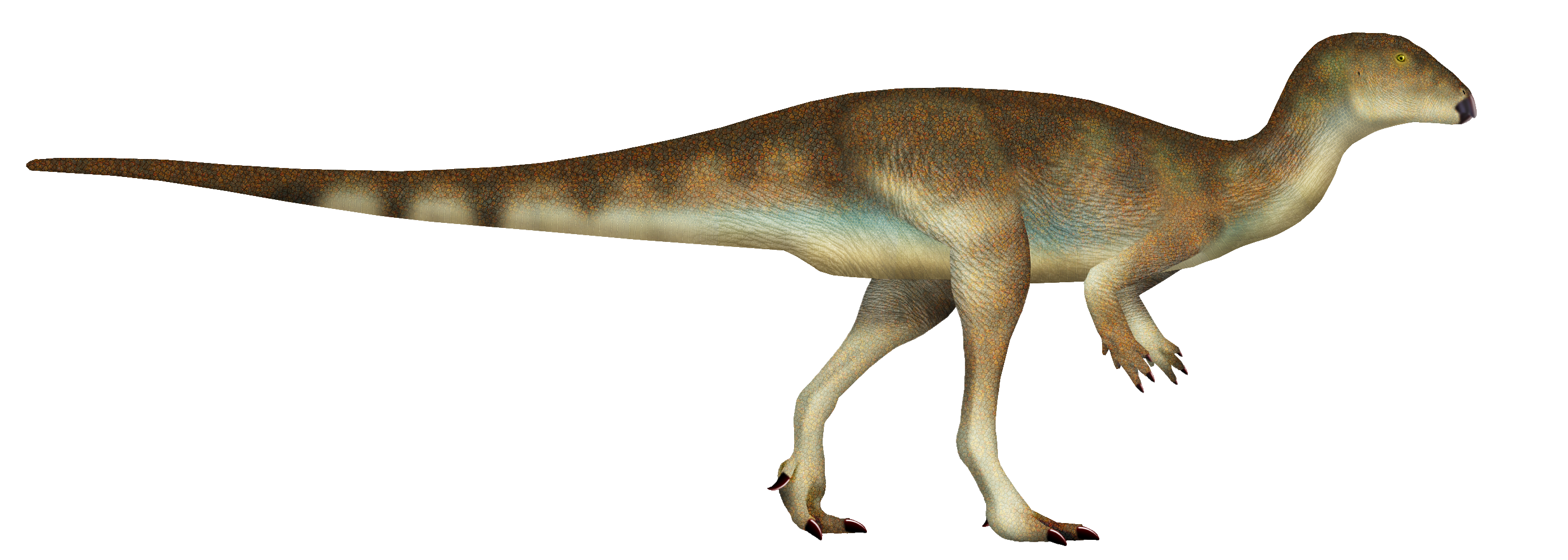
Vectidromeus insularis

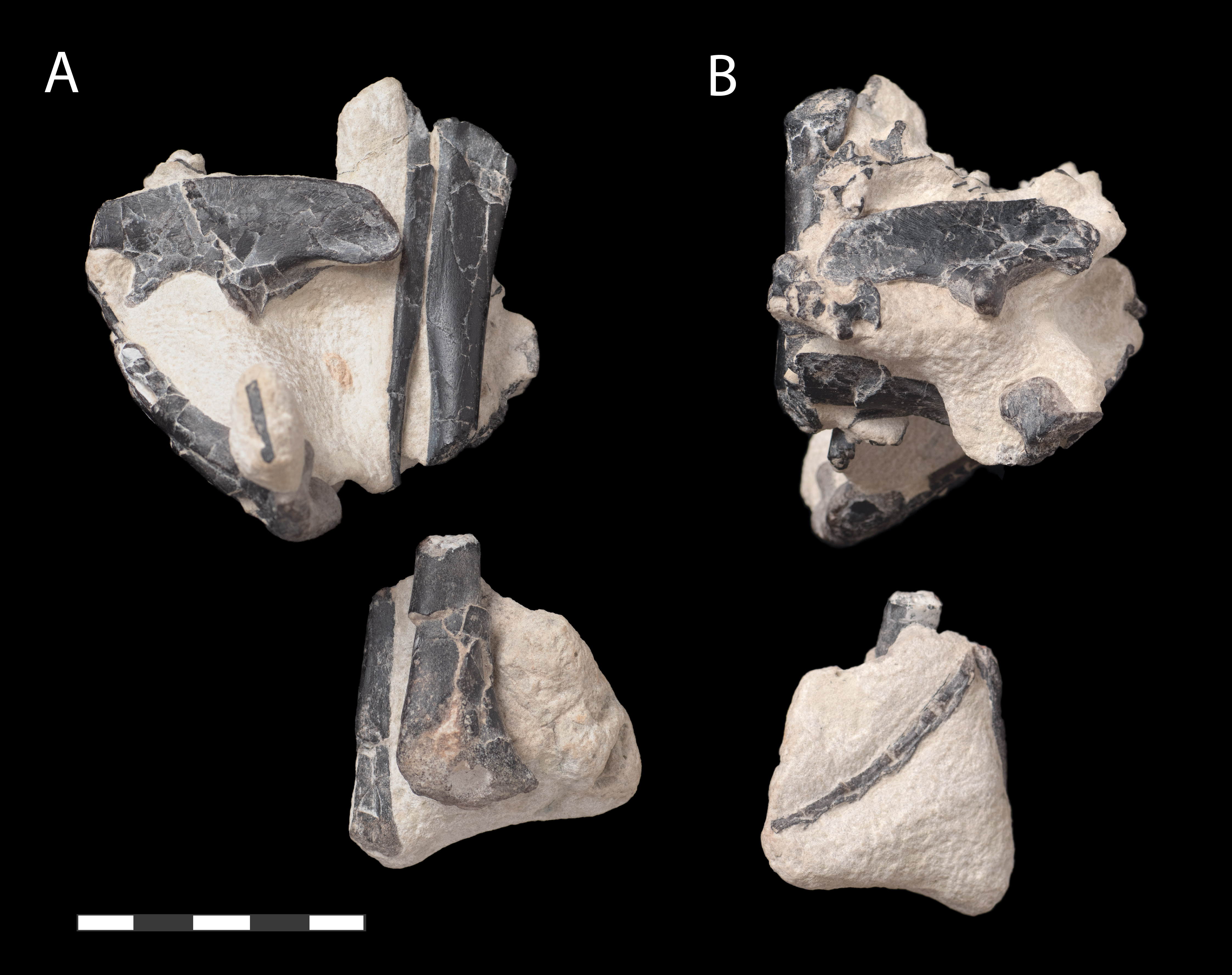
Het holotype van Vectidromeus

Vectidromeus is een geslacht van plantenetende ornithischische dinosauriërs, behorende tot de Euornithopoda, dat tijdens het vroege Krijt leefde in het gebied van het huidige Engeland. De enige benoemde soort is Vectidromeus insularis.

## Vondst en naamgeving
Bij Sudmoor Point op de westkust van de Isle of Wight werd aan de basis van de Wessexformatie door amateurpaleontologen, waaronder Sean Smith, het bekken gevonden van een kleine dinosauriër, dat door erosie blootgelegd was. Eerst werd vermoed dat het om een lid van de Theropoda ging, maar preparering door Michael Green onthulde dat het een euornithopode betrof. De vondstlocatie lag honderdvijftig meter onder de befaamde Hypsilophodon-bedden. Dat riep het vermoeden op dat het om een apart taxon ging. Een rondvraag onder andere amateurpaleontologen leverde nog eens drie stukken op die het jaar van de vondst apart waren geborgen, ieder door een ander persoon. Het gecombineerde specimen werd in 2023 toegevoegd aan de collectie van de  Isle of Wight County Museum Service.
In 2023 werd de typesoort Vectidromeus insularis benoemd en beschreven door Nicholas Roy Longrich, David Michael Martill, Martin Munt, Mick Green, Mark Penn en Shaun Smith. De geslachtsnaam is een combinatie van Vectis, de oude Romeinse naam van het eiland, met een Oudgrieks δρομεύς, "dromeus", "loper". De soortaanduiding betekent "van het eiland" in het Latijn.
Het holotype, IWCMS 2023.102, is aangetroffen in sedimenten van de Wessexformatie, een laag zandsteen daterend uit het vroege Barremien of late Hauterivien, ongeveer 125-126 miljoen jaar oud, zo'n vier miljoen jaar ouder dan de hypsilophodonvondsten. Het bestaat uit een gedeeltelijk skelet zonder schedel. Het bewaart een wervelboog van de rug, vijf achterste staartwervels, het bekken op het rechterschaambeen na, en beide achterpoten op het rechterkuitbeen en de rechtervoet na. Op de vijf staartwervels na liggen de elementen niet in anatomisch verband. De kwetsbare botten zijn slechts gedeeltelijk uitgeprepareerd. Het betreft een jong dier.

## Beschrijving

### Grootte en onderscheidende kenmerken

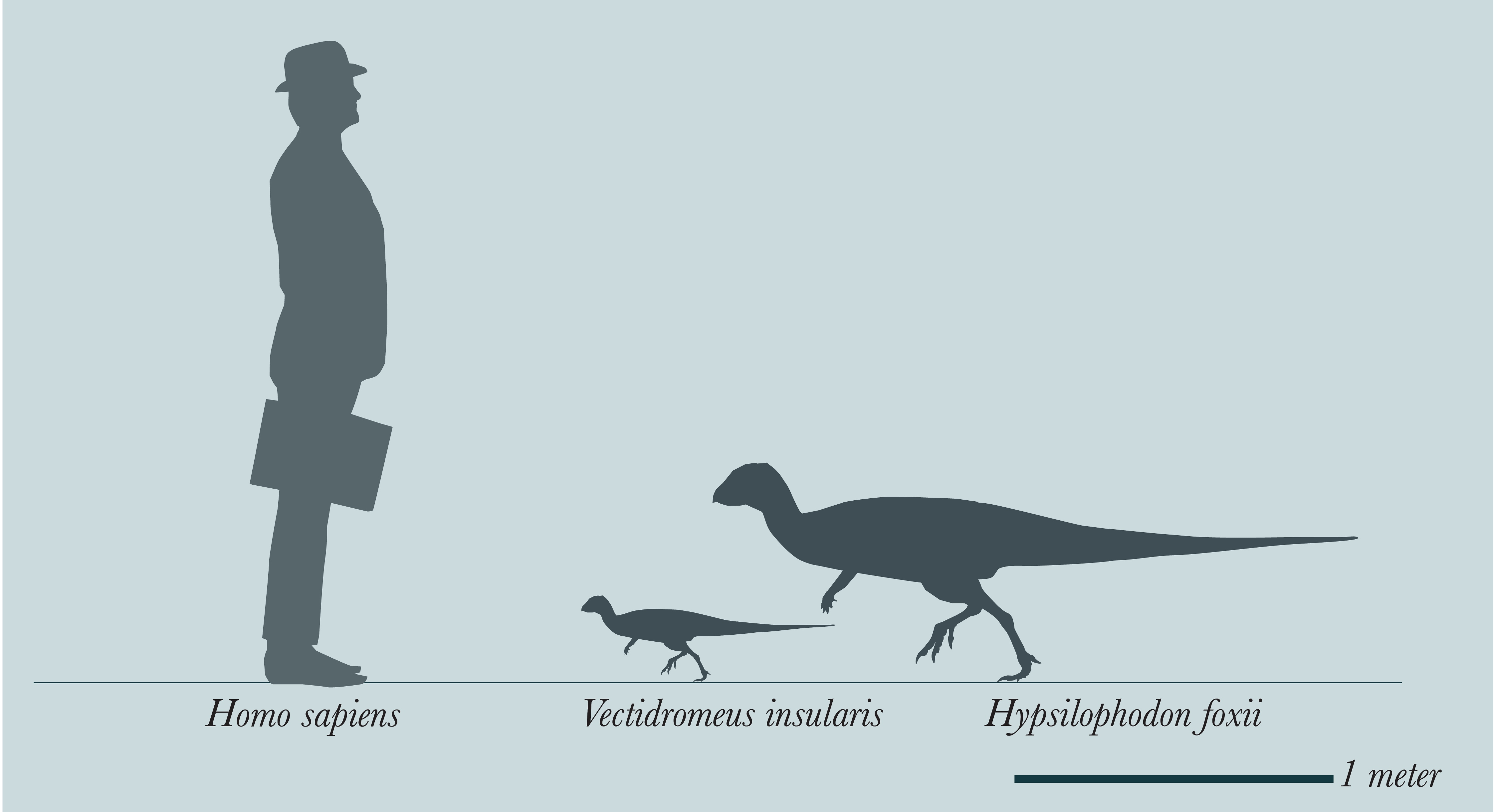
Het holotype in grootte vergeleken met John Cleese en Hypsilophodon

Het holotype heeft een geschatte lichaamslengte van minder dan een meter. De volwassen lengte is onbekend, maar kan rond de twee tot drie meter hebben gelegen, bij een gewicht van rond de twintig kilogram, net als bij de verwant Hypsilophodon.

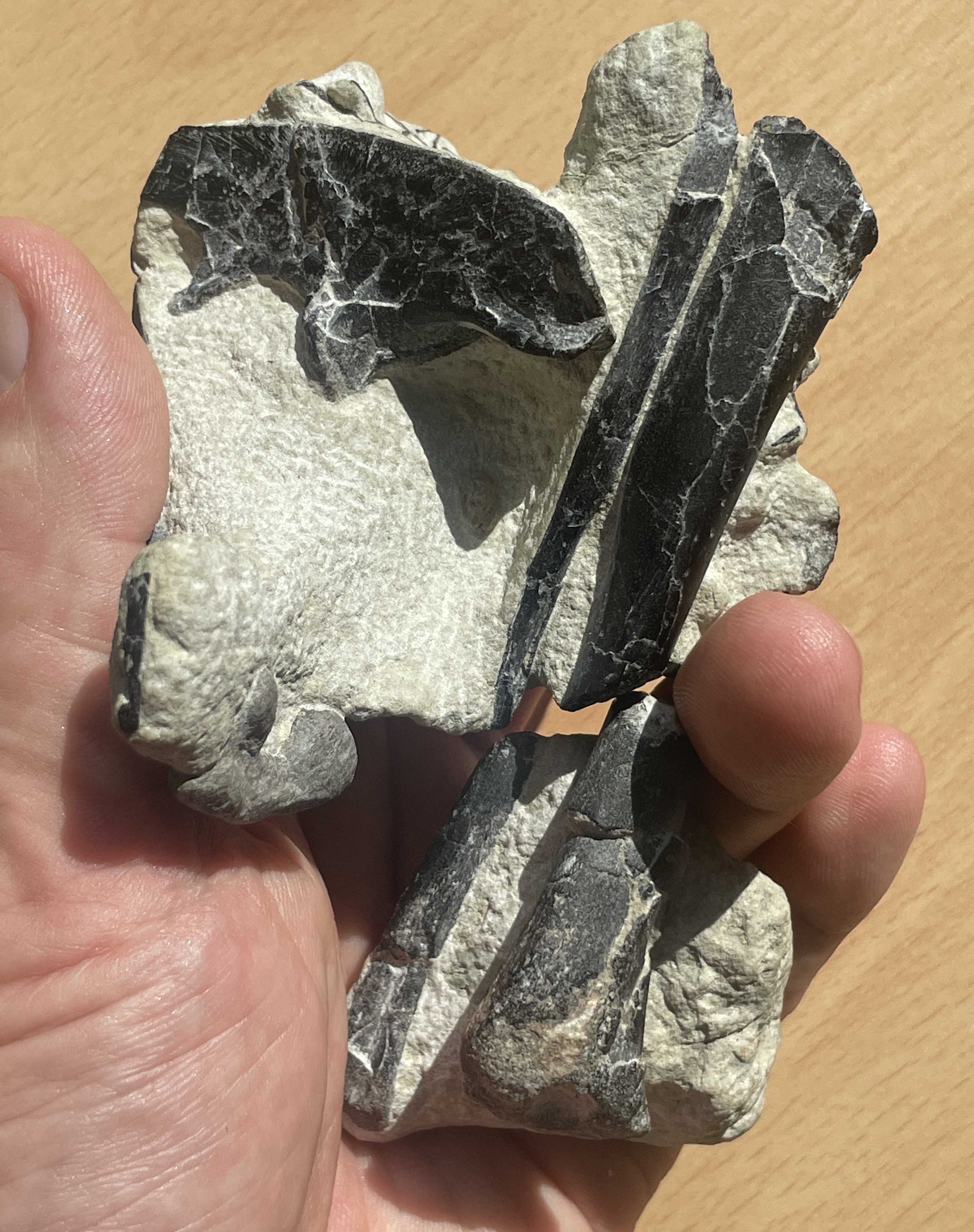
Het holotype

Vectidromeus verschilt in bepaalde kenmerken van zowel jonge als volwassen exemplaren van Hypsilophodon. De doornuitsteeksels van de ruggenwervels hebben een bolle bovenrand. De bovenrand van het darmbeen is sterk gewelfd. Het achterblad van het darmbeen is kort en hoog. Het aanhangsel voor het schaambeen is kort en naar beneden gericht. De groeve op het achterblad voor de aanhechting van de musculus caudofemoralis brevis is van bezijden bezien zichtbaar. Het zitbeen heeft onderaan een breed rechthoekig profiel. De processus obturatorius is klein en staat maar weinig van het zitbeen af. De vierde trochanter op het dijbeen is groot en breed.

### Skelet
De doornuitsteeksels van de rug zijn waaiervormig in plaats van meer rechthoekig zoals bij Hypsilophodon. In de rug en staart zijn verbeende pezen aanwezig. In de staart zijn de voorste gewrichtsuitsteeksels lang en worden overlapt door kleine sporen die van de achterste gewrichtsuitsteeksels naar achteren uitsteken.
De welving van het darmbeen lijkt op die van specimen BMNH R196 van Hypsilophodon. Jongen van Hypsilophodon hebben ook een korter achterblad, maar niet zo sterk als bij Vectidromeus. Het korte achterblad is een basaal kenmerk. Het achterblad heeft een trapeziumvormig profiel als bij Gideonmantellia mar afwijkend van de ronding bij Hypsilophodon. De groeve op de binnenzijde van het achterblad voor de aanhechting van de musculus caudofemoralis brevis is veel hoger en dieper dan die bij Hypsilophodon en strekt zich naar voren uit tot aan het aanhangsel voor het zitbeen. In achteraanzicht wordt zo een omgekeerd Y-vormig profiel gevormd. Het aanhangsel voor het zitbeen is dun en steekt sterk schuin naar beneden en buiten uit.
Het schaambeen heeft een standaardbouw voor basale Neornithischia: een slanke staaf. Het zitbeen raakt met een beenbalkje het schaambeen, net als bij Hyspilophodon. Het hoofdlichaam van het zitbeen is een balkvormige structuur, smal in zijaanzicht en overdwars breed. De voorrand ervan is hol in plaats van recht als bij Hypsilophodon. Het blad van het zitbeen is groot als bij Hypsilophodon, maar de insnoering bovenaan ontbreekt zodat een meer rechthoekig profiel gevormd wordt, zij het dat de voorrand is bol is. De processus obturatorius is een klein beenbalkje dat net om het schaambeen haakt.
Het dijbeen is lang en slank. Midden achteraan is een grote vierde trochanter als aanhechting voor de musculus caudofemoralis longus, de grote retractorspier die de staart de achterpoot naar achteren doet trekken. Deze trochanter is bij Hypsilophodon een smalle spoor. Bij Vectidromeus is het een grote structuur met een brede halvemaanvormige bovenrand. Die steekt in zijaanzicht naar achteren uit in een afhangende driehoekige punt. Van achteren bezien is die punt breed en kromt iets naar binnen. De onderzijde van het dijbeen vormt een grote C als bij Hypsilophodon, zonder een smalle groeve die de gewrichtsknobbels scheidt. De verbreding is zelfs sterker, maar dat kan het gevolg zijn van vervorming van het fossiel.
Het scheenbeen is lang en slank. De crista cnemialis aan de voorste bovenzijde lijkt veel groter dan bij Hypsilophodon wat zou kunnen duiden op een krachtiger afzet. Onderaan is er een rechthoekige beenstijl voor het contact met het eveneens slanke kuitbeen; bij Hypsilophodon is die meer driehoekig.
Het vierde middenvoetsbeen is langer dan het derde, net als bij Hypsilophodon.

## Fylogenie
Vectidromeus is in de Hypsilophodontidae geplaatst, als enige andere soort in die groepering, die dan een natuurlijke groep zou vormen.